# Aissa Kardé
Aissa Kardé (ou Aissa Hardé, Aissacardé, Aissa) est une localité du Cameroun située dans le canton de Djoundé, dans la commune de Mora, dans le département du Mayo-Sava et la région de l'Extrême-Nord.  

## Géographie
Aissa se situe à l'extrême-nord du département, à 10 km à l'est de Mora, à proximité de la frontière avec le Nigeria et à proximité du parc national de Waza. Aissa est accessible par la route directement depuis Mora.
Aissa est alimenté en eau par le mayo Sava qui possède, en amont de la localité, un bassin d'alimentation de 70 km2. À Aissa, le lit du mayo atteint 25 m de large.

## Population
En 1967, on comptait 1 201 personnes dans la localité.
Lors du recensement de 2005, 3 798 personnes y ont été dénombrées, dont 1946 hommes et 1852 femmes.

### Ethnies
On trouve à Aissa des populations Mandara, Mada, Foulbé, Vamé, Mbremé (un clan Vamé) et Ouldémé. Les Ouldémé juchent leurs habitations sur le piton rocheux.

### Histoire
Au début du XIXe siècle, les Ngara s'implantent à Aissa après avoir été chassés du Bornou par les Bornouans (ou Kanouri).

## Éducation
Aissa Harde est doté d'un collège public (CES).

## Boko Haram
Aissa Kardé fait partie des localités qui ont souffert des attaques de Boko Haram.
Mercredi 16 septembre 2015, des membres de Boko Haram attaquent le village de Aissa, égorgent 9 personnes, en blessent 12 autres et emportent une soixantaine de moutons et chèvres.
Dans la nuit du 6 novembre 2015, le centre de santé de Aissa est attaqué par Boko Haram Les assaillants pillent pour 800 000 FCFA de médicaments, 200 000 FCFA en liquide, de la bouillie pour malnutris et des bidons d'huile.